# Woutersia
Woutersia — викопний рід базальних ссавців, що існував у кінці тріасового періоду. Рід є сестринським таксоном з докодонтами (Docodonta). Скам'янілі рештки представків роду знайдені у Франції.

## Опис
Рід відомий лише по кількох окремих зубах, тому неможливо відтворити зовнішній вигляд тварини.